# Mangok Mathiang
Mangok Mathiang (Giuba, 8 ottobre 1992) è un cestista sudsudanese naturalizzato australiano, professionista in NBA e in Europa.

## Biografia
Nato a Giuba in Sudan (oggi Sudan del Sud) a 5 anni è fuggito dalla guerra civile in Egitto per poi andare in Australia dove si è stabilito diventando cittadino australiano.

## Carriera

### 2017-18: un assaggio di NBA
Formatosi cestisticamente all'Università di Louisville, partecipa alla NBA Summer League attirando le attenzioni degli Charlotte Hornets, che lo mettono sotto contratto tramite un two-way contract. Fa il suo debutto in NBA il 25 ottobre 2017 contro i Denver Nuggets. Complessivamente, gioca quattro partite nella massima competizione americana con una media di 2,0 punti e 2,5 rimbalzi. Conclude la stagione in D-League con i Greensboro Swarm a 10,8 punti, 9,2 rimbalzi e 1,4 stoppate di media in 43 gare.

### 2018-19: l'approdo in Italia
Il 22 agosto 2018 la Vanoli Cremona rende nota la firma del giocatore. L'esordio con la maglia della Vanoli non è esaltante: nonostante la vittoria della squadra, egli non mette a referto alcun punto. Malgrado ciò, la crescita del giocatore lungo il girone d'andata è costante, sia in termini di punti fatti che di rimbalzi catturati. Il 13 gennaio 2019 mette a referto contro Reggio Emilia una doppia doppia da 18 punti e 18 rimbalzi, stabilendo il record di rimbalzi raccolti da un giocatore del club di Cremona. Una settimana più tardi, contro Trento, segna 20 punti. Il 5 maggio 2019, contro Venezia, migliora questo record segnando 21 punti. Chiude la stagione regolare con 10,8 punti e 9,6 rimbalzi di media. Migliora queste statistiche durante i play-off, arrivando a toccare i 12,6 punti e gli 11,7 rimbalzi di media. In post season eguaglia il suo record di rimbalzi in Italia (18) e migliora nuovamente quello dei punti segnati (22). Esce in semifinale contro Venezia.
Il 17 febbraio vince insieme alla Vanoli Cremona la prima Coppa Italia della società. Mathiang esordisce tiepidamente nella competizione, realizzando 5 soli punti, seppure con 11 rimbalzi, nei quarti contro Varese. In semifinale contro Bologna mette a referto una doppia doppia da 19 punti e 10 rimbalzi. In finale contro Brindisi realizza 8 punti e altrettanti rimbalzi.

### 2020: l'infortunio
Nella stagione 2020-21 il giocatore firma per la squadra slovena del Cedevita Olimpija di Lubiana. In settembre si infortuna in allenamento, subendo la frattura di tibia e perone. Resta fuori dai campi per l'intera stagione. Viene riconfermato in maggio per la stagione 2021-22. Purtroppo nell'agosto dello stesso anno, viene comunicato dalla società slovena che il recupero del giocatore non ha dato buoni esiti e il contratto viene risolto consensualmente.

### Nazionale
Il 21 febbraio 2019 ha debuttato in nazionale australiana contro il Kazakistan, segnando 6 punti in 15 minuti e contribuendo alla vittoria per 81-60.

## Palmarès
- Campionato sloveno: 1

Cedevita Olimpija: 2020-21
- Coppa Italia: 1

Cremona: 2019
- Supercoppa slovena: 1

Cedevita Olimpija: 2020